# Карзай, Хамид
Хами́д Карза́й (пушту حامد کرزي‎, дари حامد کرزي; род. 24 декабря 1957[…], Карз, Королевство Афганистан) — афганский государственный деятель, президент Афганистана в 2004—2014 годах. До своего президентства — исполняющий обязанности президента с 22 декабря 2001 по 7 декабря 2004 года; вначале как глава временной администрации Афганистана, затем — переходной. Лидер пуштунского племени Попалзай в провинции Кандагар.
В годы советской войны в Афганистане Карзай сотрудничал с моджахедами, а после их прихода к власти занимал пост заместителя министра иностранных дел в правительстве Исламского государства Афганистан с 1992 по 1994 год. В октябре 2001 года, после вторжения США в Афганистан, Карзай возглавил восстание пуштунских племен в Кандагаре и его окрестностях против талибов, а после их свержения в конце года стал одной из ключевых политических фигур в Афганистане. Созванная в 2002 году Лойя-джирга избрала его временным президентом страны, а в 2004 году Карзай одержал победу на первых демократических президентских выборах в Афганистане. В 2009 году он был переизбран на второй срок, оставаясь в должности до 2014 года.
В первые годы своего президентства Карзай пользовался большой поддержкой США и их союзников, принимая участие в многочисленных международных конференциях. Его идеальный английский, стильные национальные одеяния и каракулевая шапка сделали его воплощением нового Афганистана в глазах мирового сообщества. В последующие годы его отношения с НАТО и США становились более натянутыми, а после президентских выборов 2009 года, которые были омрачены большим количеством сообщений о фальсификациях, Карзай и его окружение всё чаще стали обвиняться в коррупции и симпатиях к талибам. После падения Кабула в 2021 году бывший президент вместе с семьей остался в столице, выступая в дальнейшем с критическими заявлениями в адрес талибов.

## Юные годы
Хамид Карзай родился 24 декабря 1957 года в деревне Карз провинции Кандагар в пуштунской семье из восьми детей, принадлежащей к клану карзай племени попо́лзай дурранийского племенного союза. Был четвёртым из семерых сыновей вождя племени попользай Абдул Ахада Карзая, занимавшего в 1964—1973 годах должность депутата и заместителя председателя Сената, а также являвшегося личным другом короля Захир-шаха. Именно Карзаи в 1761 году подарили первому афганскому королю Ахмад-шаху Дуррани землю, на которой тот построил город Кандагар. Большую часть своего детства Хамид Карзай провёл в родной деревне. Он окончил кабульский лицей Хабибиа и университет в Симле (Индия), где изучал международные отношения.
Отец Карзая после свержения монархии в 1973 году и прихода к власти Мохаммада Дауда, эмигрировал со старшими сыновьями в Пакистан. Внутриполитическая обстановка в стране ещё более осложнилась с приходом в 1978 году к власти партии НДПА и вводом советских войск в Афганистан.

## Политическая карьера

### При моджахедах и талибах
Перебравшись в Пакистан, Хамид Карзай вошёл в окружение лидера Национального фронта спасения Афганистана (НФСА) Себгатуллы Моджаддеди, где отвечал за связи с прессой и выступал как переводчик, а затем и посредник от НФСА на переговорах с американцами по поставкам оружия, а с 1987 года являлся директором Политического департамента НФСА. В боевых действиях на территории Афганистана он никогда не участвовал.
После победы моджахедов и падения в 1992 году режима Наджибуллы, Карзай был назначен заместителем министра иностранных дел в правительстве Раббани, став ближайшим помощником и доверенным лицом министра — Хедайята Амина Арсаллы; отвечал за представительство Афганистана на международных конференциях.
В 1994 году Карзай вышел из правительства Раббани и отправился в родной Кандагар, где познакомился с муллой Омаром, лидером тогда только начавшего крепнуть движения «Талибан». Он вспоминал:
Талибы были хорошими и честными людьми. Они были связаны с медресе в Пешаваре и Кветте. Они были моими друзьями со времён джихада против Советов. Они пришли ко мне и обратились за помощью. Я им передал деньги и склады с оружием, которые у меня были.
Талибы, придя к власти в 1996 году, предложили ему стать постоянным представителем Афганистана при ООН, но Карзай отверг данное предложение. Он перебрался в пакистанский город Кветта к своему отцу.
В июле 1999 года отец Карзая был застрелен неизвестными у порога своей кветтской резиденции, когда возвращался с молитвы. В убийстве своего отца Хамид Карзай обвинил талибов. После гибели отца он был избран главой клана поползай. В 2001 году во время одного из отъездов в Европу Карзая лишили пакистанской визы, за его критику президента Мушаррафа и обвинению в сотрудничестве с талибами, но запрет был отменён спустя несколько месяцев по просьбе США.

### Во главе переходной администрации
В 2001 году после начала американского вторжения в Афганистан Карзай вернулся в страну с лояльными ему силами. 5 декабря 2001 года его отряд по ошибке попал под огонь американской артиллерии. Карзай был легко ранен, несколько его бойцов погибли.
С окончанием активных военных действий и началом формирования новой власти в Кабуле Хамид Карзай оказался востребован не просто как политик-пуштун, но и как представитель племенной знати.
В декабре 2001 года на Боннской конференции афганских политических деятелей Карзай был поставлен во главе переходной администрации Афганистана. В июне 2002 года Лойя джирга (Высший совет, в который входят лидеры всех народов, племён и группировок Афганистана) избрала его временным президентом страны. Всё это время в правительстве Карзая были широко представлены деятели Северного альянса — основной силы, противостоявшей талибам в Афганистане (этнические таджики из провинции Панджшер — министр обороны Мохаммад Фахим, министр иностранных дел Абдулла Абдулла, министр просвещения Юнус Кануни).
Деятели «Северного альянса», которые впоследствии стали соперниками Хамида Карзая на президентских выборах, находятся в политической оппозиции, но пока не представляют такой серьёзной угрозы, как местные полевые командиры, опирающиеся на многочисленные вооружённые отряды и контролирующие основную часть территории страны. Некоторые из них назначены на официальные должности, вплоть до губернаторских, другие являются просто влиятельными людьми.

### Предвыборная кампания
Хамид Карзай как президент Афганистана уже дважды становился объектом покушений. После первого покушения в сентябре 2002 года он стал доверять свою личную безопасность только американцам и практически перестал покидать Кабул, который контролирует международный миротворческий контингент.
«Я думаю, он хороший друг Запада», — отмечал про Карзая Олег Гордиевский в 2002 году.
В декабре 2003 года Лойя-джирга одобрила новую Конституцию страны, вводящую президентскую форму правления, и Карзай выдвинул свою кандидатуру на голосование.
С началом избирательной кампании ему всё же пришлось выезжать в провинции, и тогда-то именно произошло второе покушение на него — был обстрелян его вертолёт.
В сентябре 2004 года в рамках укрепления своей власти Карзай сместил губернатора провинции Герат Исмаил Хана, ориентировавшегося в своей деятельности на Иран. Он также предложил пост вице-президента Зия Масуду — брату убитого лидера Северного альянса Ахмад Шаха Масуда.

## Президентство

### Первый срок

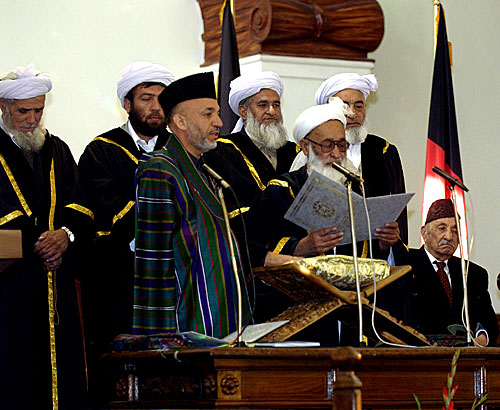
Инаугурация Карзая в 2004 году

Для участия в голосовании на первых президентских выборах 9 октября 2004 года зарегистрировались более 10,5 млн афганцев, или, по данным ООН, почти 100 % имеющих право голоса. Афганские выборы стали международными — голосование также проходило в Пакистане и Иране, где находятся соответственно 740 и 600 тысяч афганских беженцев, допущенных к участию в выборах. Несмотря на всплеск повстанческой активности, выборы прошли без серьёзных происшествий — охрану избирательных участков осуществляли афганская полиция, национальная армия и Международные силы по обеспечению безопасности (ИСАФ) совместно с силами международной коалиции.
Хамид Карзай лидировал в 21 из 34 провинций Афганистана, набрав 55,4 % голосов. Он значительно опередил своего ближайшего соперника, бывшего министра образования Мохаммада Юнуса Кануни, набравшего 16,3 процента. После расследования ООН предполагаемых нарушений при голосовании Национальная избирательная комиссия Афганистана 3 ноября 2004 года объявила Карзая победителем. Карзай был приведен к присяге в качестве президента Исламской Республики Афганистан 7 декабря 2004 года на официальной церемонии в Кабуле. Среди почётных гостей на инаугурации присутствовали бывший король страны Захир-шах, вице-президент США Дик Чейни, министра обороны США Дональда Рамсфелда и генеральный секретарь НАТО Яап де Хооп Схеффер.
После победы на выборах предполагалось, что Карзай пойдет по пути жёстких реформ в стране, однако он оказался более осторожным, чем ожидалось. В течение первого срока президентства Карзая росло общественное недовольство коррупцией и жертвами среди гражданского населения в хода продолжавшейся войны с участием сил НАТО. Несмотря на различные разногласия, президент сохранял дружественные и прочные отношения стратегического партнёрства с США, куда он совершал частые дипломатические поездки.
В мае 2006 года после смертельного ДТП в Кабуле с участием военной колонны США в городе вспыхнули беспорядки. Тысячи демонстрантов прошли маршем по столице, выкрикивая лозунги против Карзая и США. В результате беспорядков по меньшей мере семь человек погибли и 40 получили ранения. В мае 2007 года, после того как 51 афганский мирный житель погиб в результате бомбардировки Международных силы содействия безопасности, Карзай заявил, что его правительство больше не может мириться с жертвами проводимых военных операций США и НАТО.
20 сентября 2006 года на Генеральной Ассамблее ООН Карзай заявил, что терроризм исходит не из Афганистана, и поэтому военные действия в его стране не приведут к достижению цели ликвидации терроризма. Он потребовал от международного сообщества помощи в уничтожении убежищ террористов внутри и за пределами Афганистана, а также пообещал ликвидировать выращивание опийного мака. В своих последующих выступлениях Карзай неоднократно требовал от сил НАТО проявляли большую осторожность, чтобы избежать жертв среди гражданского населения при проведении военных операций в жилых районах. В сентябре 2006 года Карзай заявил в интервью, что если бы деньги, потраченные США на войну в Ираке, были выделены на восстановление Афганистана, то его страна менее чем через год стала бы раем.
В афганских отношениях с Пакистаном Карзай называл два государства «неразлучными братьями-близнецами», поддерживая особо теплые отношения с Национальной партией Авами и Народной партией Пакистана. В декабре 2007 года Карзай провёл в Исламабаде встречу с пакистанским президентом Первезом Мушаррафом, посвященную торговым связям и обмену разведданными между двумя исламскими государствами. 27 декабря у него состоялась встреча с бывшим премьер-министром Пакистана Беназир Бхутто, которая в тот же день была убита террористом в Равалпинди. После смерти Бхутто Карзай назвал её своей сестрой и смелой женщиной, у которой было четкое видение демократии, мира и процветания своей страны, Афганистана и региона в целом. В сентябре 2008 года Карзай присутствовал на церемонии приведения к присяге Асифа Али Зардари, ставшего новым президентом Пакистана.
В своих интервью Хамид Карзай называл Иран помощником в процессе восстановления Афганистана, и отвергал обвинения западных стран в адрес Исламской республики о их вмешательстве во внутренние дела его страны. Несмотря на утверждения военного командования США о том, что у талибов находят оружие иранского производства, Карзай называл подобные заявления намеренной пропагандой, развернутой иностранными государствами, с которой нужно бороться.

### Второй срок

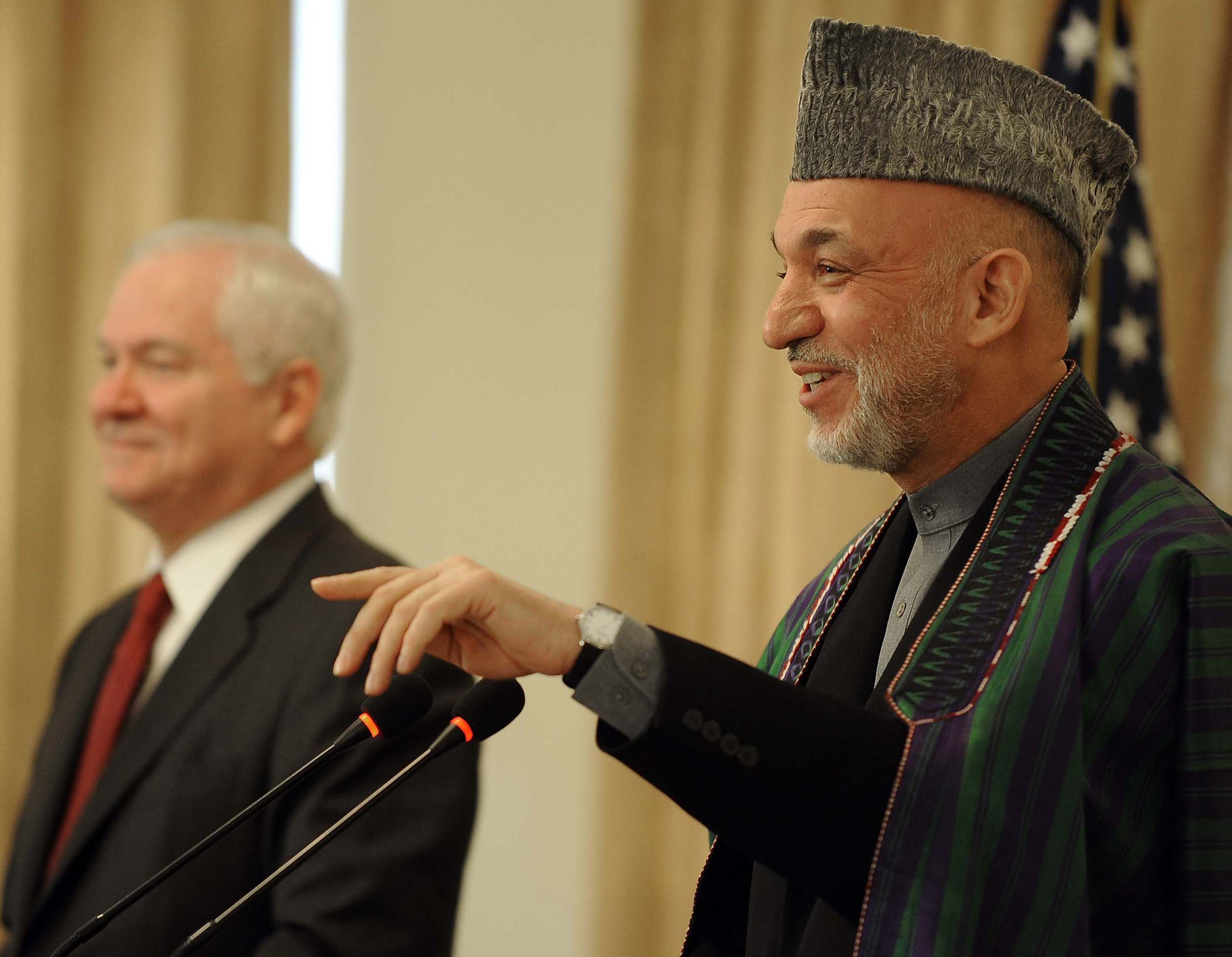
Министр обороны США Роберт Гейтс и Хамид Карзай на пресс-конференции в Кабуле 8 декабря 2009 года

В апреле 2009 года Хамид Карзай объявил о своем намерении вновь баллотироваться в президенты на предстоящих выборах. В качестве кандидатов в вице-президенты Карзай указал действовавшего вице-президента хазарейца Карима Халлили и бывшего таджикского полевого командира Мохаммада Фахима. Кроме самого Хамида Карзая, основными претендентами были бывший министр иностранных дел Абдулла Абдулла и депутат Национальной ассамблеи Афганистана Рамзан Башардост.
После первого тура выборов, проведенного 20 августа 2009 года, Карзай объявил о своей победе, однако одновременно о победе заявил и его главный соперник Абдулла Абдулла. Одновременно сообщалось о массовым вбросе бюллетеней, запугивании избирателей и других фальсификациях, что привело к конфликту Карзая со специальным представителем США в Афганистане и Пакистане Ричардом Голбруком, который выразил сомнение в справедливости выборов. Подсчет результатов голосования закончился только 17 сентября, когда было объявлено, что Карзай набрал 54,6 % голосов, однако, утверждение этих результатов было отложено до окончания расследования возможных случаев фальсификации.
19 октября комиссия, расследовавшая нарушения на выборах, объявила о фальсификации результатов на 210 участках: по мнению комиссии, Карзай набрал на выборах менее 50 % голосов, что делало необходимым проведение второго тура голосования. 20 октября по давлением США Карзай признал решение комиссии, назвал его «шагом вперед» к демократии и согласился на второй тур выборов 7 ноября. Тем не менее 2 ноября второй тур был отменён в связи с тем, что у Карзая не осталось конкурента: Абдулла Абдулла отказался участвовать в президентской гонке, потому что не верил в честность повторного голосования. Во время скромной инаугурации 19 ноября Хамид Карзай поклялся искоренить коррупцию, пропитавшую его правительство.
Западные официальные лица публично заявили, что список Карзая кандидатов в министры станет сможет показать, серьёзно ли он относится к борьбе с коррупцией, которая подорвала доверие к его правительству и подпитывала повстанческое движение «Талибана». Администрация Барака Обамы призвала Карзая исключить неэффективных и коррумпированных чиновников, в то время как представители афганской элиты, которые способствовали его переизбранию, требовали должностей для своих кандидатов.
19 декабря 2009 года Карзай представил Национальной ассамблее Афганистана свой первый список из 24 кандидатов в члены кабинета министров, 11 из которых имели должности в старом правительстве. Президент предложил сохранить на своих постах глав министерств обороны, внутренних дел, сельского хозяйства, финансов, разведки и образования, чьи кандидатуры получили одобрение от высокопоставленных представителей администрации президента США. 2 января 2010 года парламент отклонил кандидатуры 17 из них ввиду того, что они оказались в списке не из-за своих компетенций, а за этническую принадлежность и взяточничество. 16 января 2010 года афганский парламент отклонил ещё 10 из 17 кандидатов, представленных Карзаем на замену, из-за не соответствия их требованиям, либо из-за тесных связей с полевыми командирами. Несмотря на возникающие трудности, к середине января Карзай утвердил 14 из 24 министров, включая самые влиятельные посты в министерствах иностранных дел, обороны и внутренних дел.

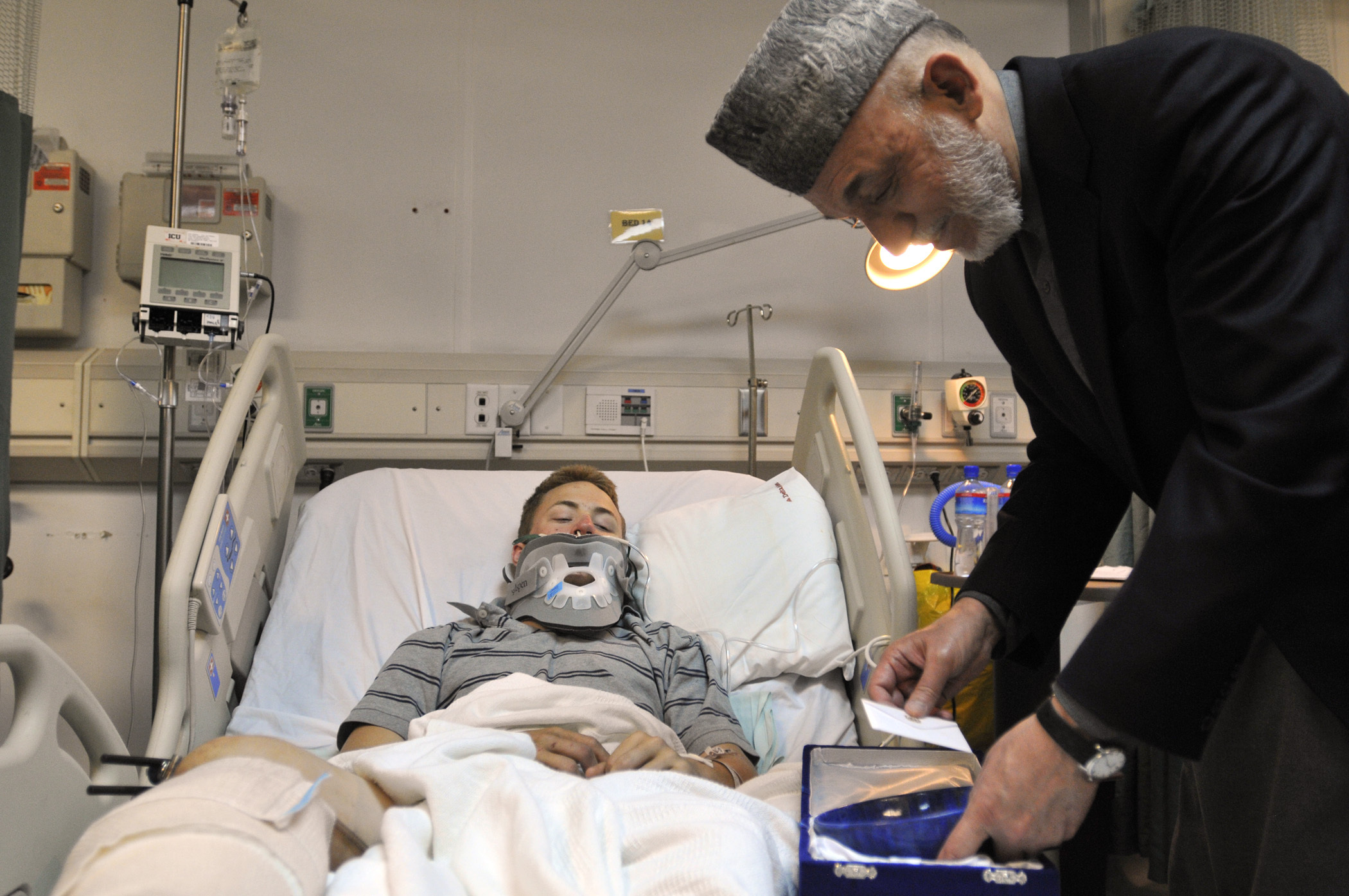
Визит Карзая в военный госпиталь на американской базе Баграм в 2010 году
Пресс-конференция Карзая и госсекретаря США Хиллари Клинтон в Кабуле в  2011 году
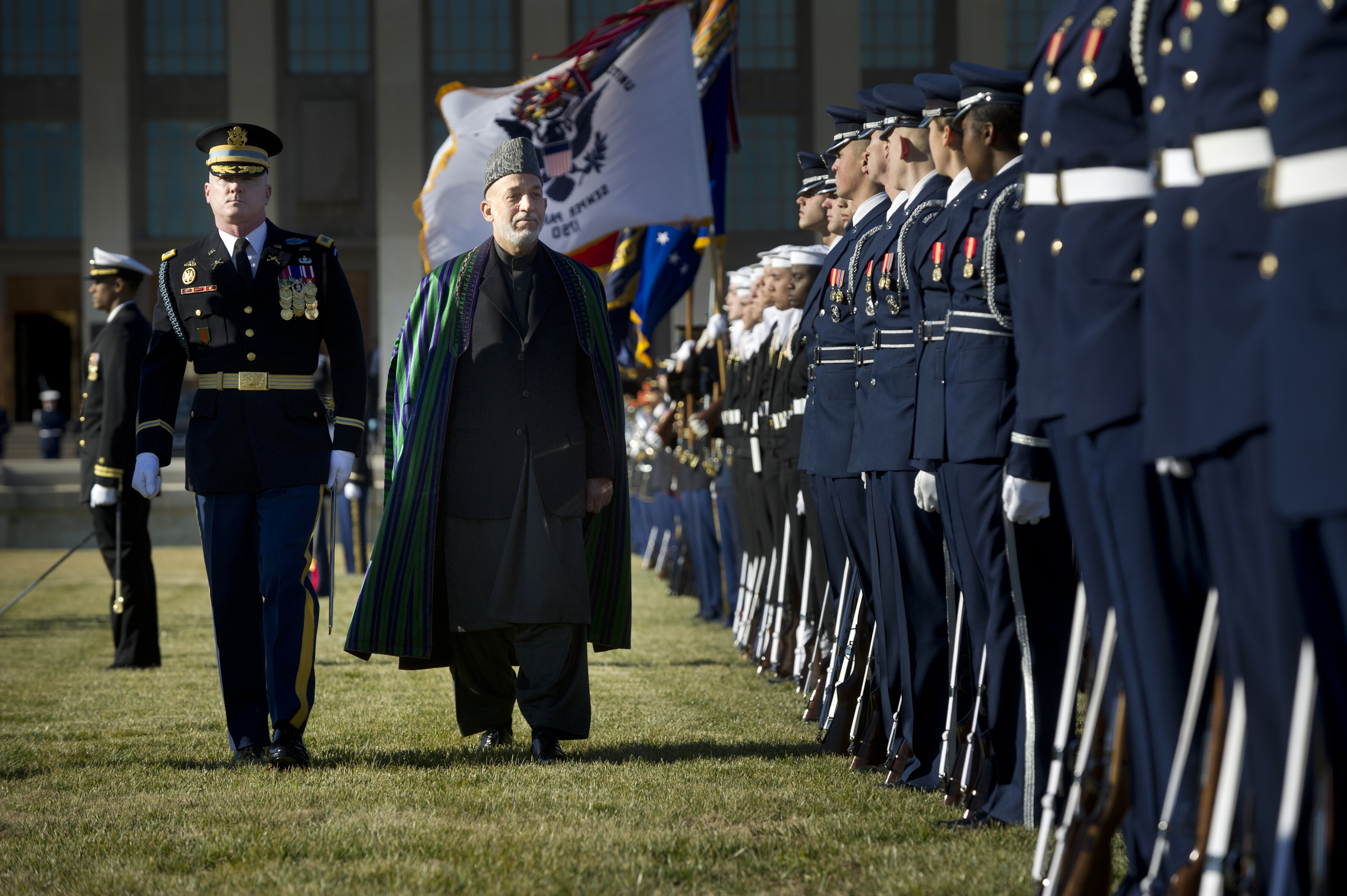
Торжественная церемония прибытия Карзая в Пентагон в 2013 году

26 января 2010 года Карзай призвал руководство группировки «Талибан» принять участие в Лойя-джирге для начала мирных переговоров. Представитель талибов отказался подробно говорить о предложении Карзая и лишь сказал, что боевики примут решение в ближайшее время. В апреле того же года он вновь обратился к талибам с предложением сложить оружие и перейти к мирным переговорам, указывая на то, что пока не прекратятся боевые действия, иностранные военные контингенты не покинут Афганистан. При это талибы неоднократно заявляли, что переговоры с афганским правительством должны состояться только после полного вывода иностранных войск из страны.
В июле 2010 года, под давлением НАТО и Лойя-джирги, Карзай утвердил план привлечение на сторону официальных властей представителей «Талибана» низшего звена. Он предусматривал реинтеграцию боевиков в мирное общество с предоставлением рабочих мест, реализацию программ по социальной адаптации, обеспечению их безопасности, а также организацию дипломатических миссий с Ираном и Пакистаном, где многие бойцы и командиры талибов имели убежище и правительственную поддержку. Однако данная попытка была подорвана отсутствием финансирования и дезорганизацией, а также неспособностью правительства защитить боевиков, которые хотят перейти на их сторону.
Осенью 2012 года Хамид Карзай провел перестановки в высшем руководстве ряда провинций, сняв со своих должностей 10 губернаторов. Данные кадровые решения были проведены в рамках улучшения управления на местах и борьбе с коррупцией среди провинциальных чиновников. Одним из уволенных губернаторов стал Мохаммад Гулаб Мангал, руководивший неспокойной южной провинцией Гильменд и пользовавшийся поддержкой американских и британских официальных лиц. Несколькими неделями ранее Карзай провёл кадровые перестановки двух ключевых постов в правительстве, сменив министров обороны и внутренних дел.
Второй срок Карзая на посту президента закончился 29 сентября 2014 года, после чего его сменил Ашраф Гани.

### Покушения
После того как Хамид Карзай стал лидером Афганистана 20 декабря 2001 года на него было совершено несколько неудачных покушений. Основными организаторами покушений были талибская Шура-е-Кветта и союзная талибам сеть Хаккани, которая, по некоторым данным, получала поддержку от Пакистанской межведомственной разведки. Одно из первых покушений было совершенно 5 сентября 2002 года в Кандагаре, когда боевик в форме афганской национальной армии открыл огонь, ранив бывшего губернатора Кандагара Гуля Ага Шерзая и американского офицера спецназа. В результате перестрелки с телохранителями Карзая были убиты покушавшийся стрелок, один из телохранителей и прохожий.
17 сентября 2004 года по американскому военному вертолёту, в котором находился Карзай, во время посадки в городе Гардез была выпущена ракета. Она пролетела над вертолётом и упала примерно в 300 метрах от места посадки. 10 июня 2007 года талибы совершили покушение на Карзая в Газни, где президент выступал с речью перед старейшинами. Боевики выпустили около 12 ракет, некоторые из которых упали на расстоянии 200 м от толпы, однако никто не пострадал.
27 апреля 2008 года боевики «Талибана» открыли стрельбу на военном параде в Кабуле. Среди гостей, помимо Хамида Карзая, были члены правительства, дипломаты и высшее военное руководство страны. В результате нападения три человека, в том числе депутат парламента, были убиты, и около 10 получили ранения. Менее чем через час Карзай появился на телевидении, заверив афганцев, что он жив, и призвал к спокойствию. Представитель талибов Забиулла Муджахид заявил, что это нападение демонстрирует их способность наносить удары в любом месте, тем самым опровергая утверждения НАТО об ослаблении повстанческого движения.
В октябре 2011 года сотрудники Национального управления безопасности Афганистана арестовали в Кабуле 6 человек за организацию покушения на Карзая. Среди причастных с целью убийства президента были четыре студента и профессор микробиологии Кабульского университета, а также один из охранников Президентского дворца в Кабуле. Данная группа была связана с «Аль-Каидой» и сетью Хаккани, получившая от пакистанских террористов 150 тыс. долларов на проведение операции.

## Последующая деятельность

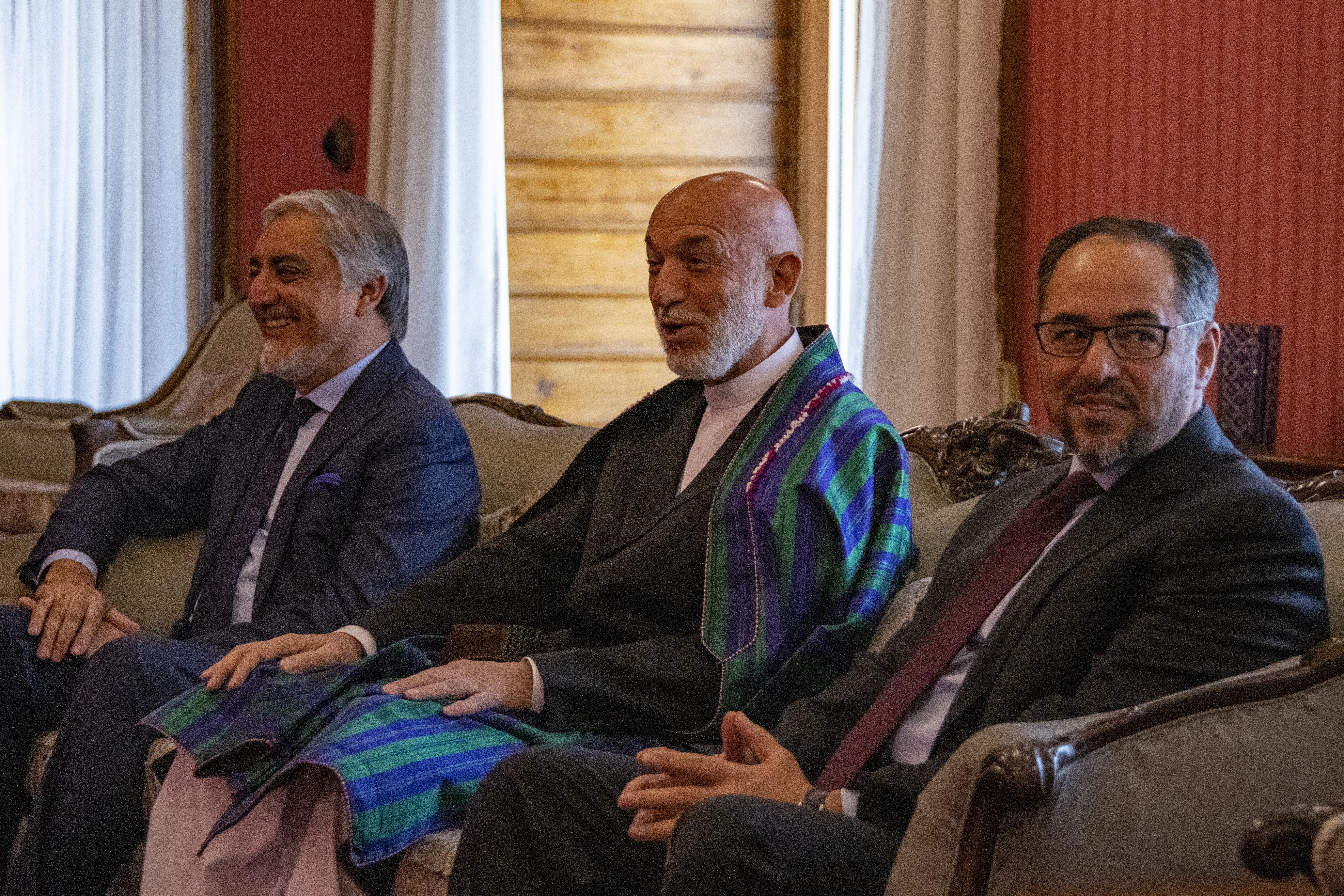
Ашраф Гани, Хамид Карзай и Абдулла Абдулла в 2019 году

В годы президентства Ашрафи Гани Хамид Карзай неоднократно обвинялся в попытках дестабилизировать работу его правительства и разжигании протестных движений, чтобы использовать моменты кризиса для возможности вернуться к власти или, по крайней мере, добиться некоторых уступок для себя. В 2017 году Карзай обвинил администрацию Дональда Трампа в необоснованном применении американскими войсками сверхмощной бомбы в провинции Нангархар при попустительстве афганского правительства в лице Ашрафа Гани, которого он назвал предателем. Он также заявил, что США пользуются Афганистаном как полигоном для испытаний нового и опасного оружия, и обвинил их в сотрудничестве с ИГ, с которым он не видит их особых различий.
После захвата Кабула талибами 15 августа 2021 года Карзай остался в городе со своими дочерьми, и призвал талибов уважать жизнь его семьи, а также мирных жителей Афганистана. 26 августа 2021 года появилось сообщение, что представители новой власти поместили Хамида Карзая под домашний арест. Вместе с ним под домашним арестом оказался и бывший премьер-министр Абдулла Абдулла. Глава Исламской партии Афганистана Гульбеддин Хекматиар опроверг данную информацию, сообщив, что «Никто не ограничен. Мы переживаем некоторые сложности с передвижением, но это нормальная ситуация в связи с теми изменениями, которые произошли в стране так стремительно». Сам же Карзай позже заявил, что талибы следят за каждым его шагом и не позволяют ему покинуть столицу.
В конце того же года бывший президент сообщил, что талибы не захватили город силой, а были приглашены им для предотвращения хаоса. Он также отметил, что для получения международного признания, новое правительство талибов, которых он считает «братьями», нуждается во внутренней легитимности, которая может быть достигнута посредством всеобщих выборов или Лойя-джирги. При этом Карзай в очередной раз возложил на США вину в совершении многих ошибок в Афганистане, включая коррупцию и многочисленные жертвы среди гражданского населения в ходе бомбардировок, но также заявил, что и афганцы несут определённую ответственность за действия, которые привели страну к текущему состоянию.
В феврале 2022 года Карзай осудил решение администрации Байдена разморозить активы банка «Да Афганистан» на сумму 7 миллиардов долларов и разделить деньги между гуманитарными миссиями в Афганистане и жертвами терактов 11 сентября 2001 года. Карзай назвал это решение «зверством» и заявил, что афганцы сочувствуют жертвам 11 сентября, но деньги принадлежат афганскому народу, который также пострадал от последствий терактов. В том же году Карзай подверг критике невыполнение правительством талибов обещаний относительно прав женщин и попросил их вновь открыть школы для девочек. В интервью CNN он также осудил введённое для женщин требование носить паранджу и закрывать лицо.

## Критика

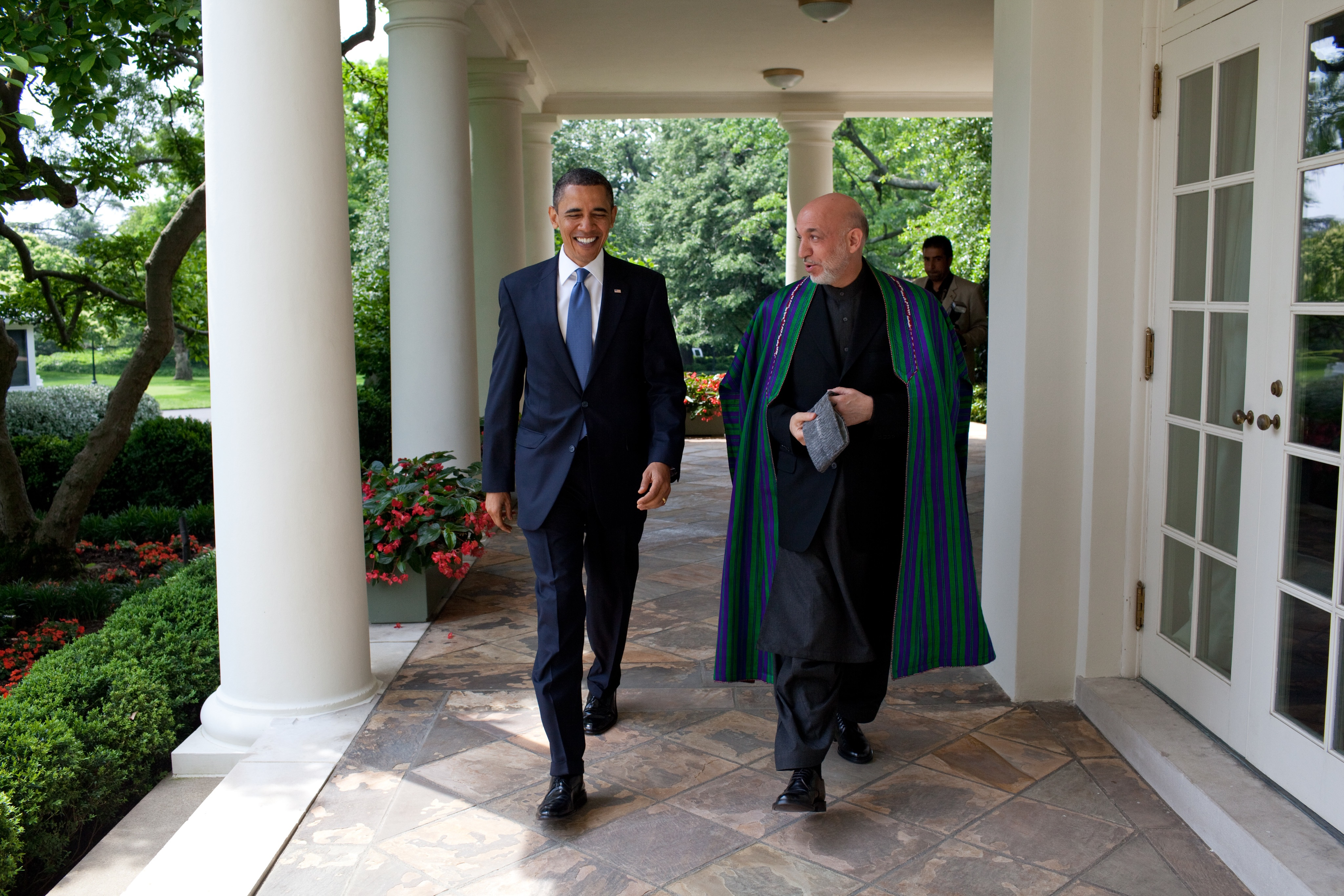
Хамид Карзай и Барак Обама в Белом доме в Вашингтоне (2010)

За годы свой политической карьеры Хамид Карзай неоднократно обвинялся в кумовстве, коррупции, фальсификациях на выборах, запугивании высокопоставленных чиновников и в причастности его покойного сводного брата Ахмеда Вали Карзая к торговле наркотиками. При этом он сам описывался как человек эксцентричный, эмоциональный, склонный верить параноидальным теориям заговора и психически неуравновешен из-за возможных проблем со злоупотреблением психоактивными веществами.
В феврале 2009 года Карзай вызвал недовольство женского движения Афганистана и ряда лидеров западных стран, подписав закон о личном статусе шиитов, который многими рассматривался как легализация домашнего насилия в шиитских семьях, которые составляли 10-15 % населения страны. Под давлением общественности Карзай распорядился пересмотреть законопроект, хотя и отметил при этом, что многие западные журналисты просто неправильно его истолковали.
Во время администрации Карзая нарушения на выборах были настолько очевидными, что статус Афганистана как демократического государства оказался под вопросом. Кроме того, специальный суд, созданный лично Карзаем, в 2011 году постановил восстановить в должности 62 кандидата, которые были дисквалифицированы за фальсификацию на парламентских выборах 2010 года Независимой избирательной комиссией.
Осенью 2010 года в прессе появились сообщения, что администрация Хамида Карзая тайно получает мешки наличных денег от иранского правительства для подкупа афганских чиновников, старейшин племен и командиров талибов, а также для оказания влияния на политику Афганистана с целью создания конфронтации с США и НАТО. В ответ на обвинения президент Афганистана заявил, что действительно ему поступают миллионы долларов наличными от Ирана, однако это схема официальна и прозрачна, а данная помощь идёт на покрытие расходов, связанных с содержанием президентского дворца.
28 апреля 2013 года «The New York Times» сообщила, что с декабря 2002 года администрация президента Карзая получила десятки миллионов долларов «серых денег» от ЦРУ для подкупа членов афганского правительства с целью оказания влияния на их деятельность. Издание также процитировала неназванного американского чиновника, заявившего, что «крупнейшим источником коррупции в Афганистане являются США». 17 июня 2013 года американский сенатор Боб Коркер приостановил выделение 75 миллионов долларов, предназначенных для предвыборных программ в Афганистане, после того, как три его запроса в администрацию Барака Обамы относительно «серых денег» ЦРУ остались без ответа.
Некоторые члены семьи Карзая обвинялись в том, что смешали свои личные интересы с интересами государства и стали довольно влиятельными и богатыми в годы его президентства совершенно неясными путями. В 2012 году аудиторы уличили крупнейший банк Афганистана «Kabul Bank» в мошенничестве на сумму 900 млн долларов, к которому, по их мнению, мог быть причастен брат президента Махмуд Карзай, являвшийся также одним из основых акционеров данного банка. В ходе проверки стало известно, что выделенная банку финансовая помощь от западных стран была распределена среди высшей политической элиты страны, включая Махмуда Карзая, который свою причастность к коррупционным схемам полностью отрицал. Двумя годами ранее в прессе появлялись сообщения, что «Kabul Bank» финансировал рискованные инвестиции Махмуда Карзая в ОАЭ, из-за которых банк понёс большие убытки.
К 2014 году Афганистан занимал 172 место из 175 в списке стран по индексу восприятия коррупции, составленному «Transparency International». Сам Хамид Карзай признавал, что в Афганистане широко распространена коррупция, но возложил вину за это на международное сообщество, в частности на США, и заявлял, что освещение данной темы является преднамеренной попыткой ослабить афганское правительство.

## Семья

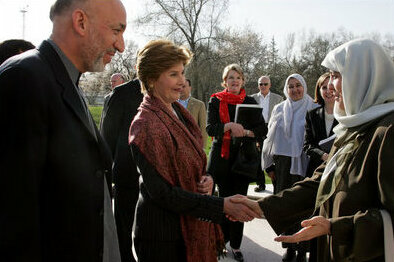
Карзай представляет свою супругу Лоре Буш в 2005 году

В 1999 году Хамид Карзай женился на гинекологе Зинат Кураиши, которая работала с афганскими беженцами в Пакистане. 25 января 2007 года у них родился сын Мирвайс, в 2012 году — дочь Малалай, а в 2014 году ещё одна дочь — Хоуси. В сентябре 2016 году в возрасте 58 лет он стал отцом ещё одной дочери, родившейся в Нью-Дели.
У Карзая шесть братьев, один из которых — Ахмед Вали Карзай, был убит в 2011 году руководителем своей службы безопасности, и сестра Фаузия.
Владеет шестью языками: пушту, дари, хинди, урду, французским и американским вариантом английского языка.

## Награды
За годы своей политической карьеры Хамид Карзай стал обладателем целого ряда наград и почетных степеней от многих государственных и образовательных учреждений по всему миру:
- 2002 — Премия «Золотая пластина» Американской академии достижений, США[113];
- 2003 — Почётный кавалер Большого Креста ордена Святых Михаила и Георгия с присвоением рыцарского звания, Великобритания[16];
- 2003 — Почетный доктор литературы Университета Химачал-Прадеш в Шимле, Индия (его альма-матер)[114];
- 2004 — Филадельфийская медаль Свободы, США[115];
- 2004 — Премия «Квадрига», Германия[116];
- 2005 — Почетная степень доктора права Бостонского университета, США[117];
- 2005 — Почетная степень Центра афганских исследований Университета Небраски в Омахе, США[118];
- 2007 — Почётный профессор Туркменского государственного университета, Туркменистан[119];
- 2012 — Почетный доктор Японского университета спортивной науки, Япония[120];
- 2013 — Почетный доктор Прекрасного профессионального университета в Пенджабе, Индия[114].

## В популярной культуре
В сатирической военной комедии 2017 года «Машина войны» режиссёра Дэвида Мишо роль Хамида Карзая исполнил актёр Бен Кингсли.